# Birch Book
Birch Book je samostojni glasbeni projekt ameriškega glasbenika Bobina Eirtha. Glasbenik Eirth je bolj znan po neofolk glasbeni skupini In Gowan Ring.

## Izdaje
- 2005: Vol. I
- 2006: Vol. II – Fortune & Folly
- 2009: Vol. III – A Hand Full of Days

## Druge povezave
- Uradna stran Arhivirano 2013-08-12 na Wayback Machine.
- Arhivirano 2021-12-14 na Wayback Machine.